# Triple play
Dịch vụ Triple Play là một loại hình dịch vụ tích hợp 3 trong 1: dịch vụ thoại, dữ liệu và Video được tích hợp trên nền IP (tiền thân là từ hạ tầng Truyền hình cáp - CATV). 

## Cơ sở hạ tầng triển khai dịch vụ Triple Play
Dịch vụ Triple có thể triển khai trên 3 hạ tầng: Hạ tầng Truyền hình cáp HFC, hạ tầng DSL (cáp đồng) và hạ tầng FTTx/PON. Ưu điểm và nhược điểm của các loại hạ tầng này như sau:
- Hạ tầng HFC:

- Sẵn sàng cung cấp được dịch vụ Video (TV) và dịch vụ Data.
- Ưu điểm: Băng tần cung cấp cho khách hàng cao hơn so với DSL (HFC so với cáp đồng).
- Triển khai dịch vụ Voice nhanh chóng (tính đến năm 2005 có tới 14 triệu người dùng VoIP sử dụng qua hạ tầng HFC).
- Hạ tầng DSL:

- Đã sẵn sàng cung cấp được dịch vụ Voice và Data.
- Triển khai dịch vụ IPTV để cạnh tranh với dịch vụ Truyền hình cáp.
- Trở ngại lớn trong tương lai: Băng thông của xDSL không đủ cho Video...
- Hạ tầng FTTx/PON: Sử dụng cáp quang đến đầu cuối khách hàng do đó cung cấp được băng thông lớn. Tuy nhiên thách thức là vấn đề quỹ băng thông dành cho dịch vụ trò chơi (Game).

## Các công nghệ nền tảng của dịch vụ Triple Play
1. Công nghệ và hạ tầng IP
- Sự bùng nổ của Internet của những năm 90 thế kỷ 20 dẫn đến thực tế là nền tảng công nghệ IP đã được phát triển khắp toàn cầu. TCP/IP và UDP, các giao thức cơ bản trên nền IP đã được công nhận rộng rãi, được coi là nền tảng chung để truyền tải các thể loại dịch vụ đa dạng.
- Trên đà phát triển đó, công nghệ viễn thông hiện nay đang tập trung vào mục đích tận dụng một nền tảng hạ tầng IP duy nhất để cung cấp các dịch vụ giá trị gia tăng và đa dạng cho người sử dụng đầu cuối.

2. Công nghệ VoIP
- Một trong 3 thành phần cơ bản của dịch vụ Triple Play là truyền dữ liệu âm thanh qua nền mạng IP, thường được biết đến dưới tên gọi VoIP (Voice over IP). Mô hình phân lớp của VoIP trong mô hình OSI:

Trong mô hình phân lớp trên: Lớp liên kết dữ liệu (Data Link) có thể sử dụng các phương thức đóng gói là ATM, PPP hoặc đóng khung Ethernet thông thường. Lớp mạng (Network Layer) là lớp IP không hỗ trợ QoS (non QoS). Lớp truyền tải (Transport Layer) sử dụng các giao thức TCP (truyền dữ liệu IP truyền thống) và RTP/UDP (hỗ trợ truyền dữ liệu thoại - đòi hỏi thời gian thực cao). Lớp phiên (Session Layer) sử dụng giao thức SIP hoặc H232 để báo hiệu giữa các thành phần của hệ thống VoIP. Lớp trình bày (Presentation) là các ứng dụng hoặc các bộ mã hoá thoại CODEC (như G.711, G.729, G.726...). 
- Một số chuẩn nén thoại thông dụng như:
  - G.711 PCM: là tiêu chuẩn nén âm thanh ở băng thông 64 Kbit/s.
  - G.726 ADPCM: là tiêu chuẩn nén âm thanh ở băng thông 32 Kbit/s.
  - G.728 LD-CELP: là tiêu chuẩn nén âm thanh ở băng thông 16 Kbit/s.
  - G.729 xxxxxx: là tiêu chuẩn nén âm thanh ở băng thông 8 Kbit/s.
  - G.723.1 MP-MLQ: là tiêu chuẩn nén âm thanh ở băng thông 6.3 Kbit/s.
  - G.723.1 ACELP: là tiêu chuẩn nén âm thanh ở băng thông 32 Kbit/s.

3. Công nghệ Video over IP
- Thành phần thứ hai của Triple Play là dịch vụ truyền dữ liệu Video qua nền mạng IP. So với Truyền dữ liệu thoại qua IP thì việc truyền dữ liệu Video qua IP yêu cầu khắt khe hơn về chất lượng (do yêu cầu cao về chất lượng của hình ảnh và âm thanh của tín hiệu Video được truyền di).
- Nguyên lý truyền Video qua IP: Trước hết tín hiệu Video được chuyển thành định dạng ảnh động theo chuẩn nén MPEG, sau đó được truyền qua mạng IP thông thường. Tiêu chuẩn kỹ thuật của các chuẩn nén hình ảnh được tiêu chuẩn viễn thông quốc tế ITU đề xuất như sau:

- Một số dịch vụ Video qua IP thông dụng hiện nay như: Dịch vụ IPTV, dịch vụ Video Conference (Hội nghị Truyền hình), dịch vụ VoD (Video on Demand), dịch vụ Truyền hình cáp...

4. Công nghệ Data over IP
- Thành phần thứ ba của Triple Play là dịch vụ Truyền dữ liệu (Data) qua nền mạng IP. Đây là dịch vụ đã quá quen thuộc đối với các người dùng. Thực tế là tất cả những thao tác khi người sử dụng dùng các dịch vụ Internet đều được đặt nền móng trên sự trao đổi dữ liệu qua mạng IP, dù đó có thể là mạng cục bộ LAN, mạng diện rộng MAN hay mạng vô tuyến không dây.

## Các dịch vụ của Triple Play

### 1. Triple Play Data (Data over IP)
Các dịch vụ data như các hoạt động như truy cập Web, Upload/download file FTP, IP Ping, Trace Route...

### 2. Triple Play Voice(VoIP)
- Dịch vụ Voice qua IP thông dụng nhất là dịch vụ VoIP. Trong cấu trúc phân lớp VoIP ở trên, giao thức báo hiệu SIP được sử dụng ở lớp điều khiển, giao thức RTP/UDP sử dụng cho truyền tải thoại.

### 3. Triple Play Video (IPTV & Video Services)
- Dịch vụ Triple Play Video thông dụng nhất là dịch vụ IPTV. Các tín hiệu (tiếng nói, hình ảnh, dữ liệu) của TV sẽ được nén theo định dạng chuẩn MPEG (MPEG-1, MPEG-2 hoặc MPEG-4) sau đó truyền qua nền mạng IP (khung MPEG đóng gọi UDP, rồi đóng gói IP, đóng khung Layer 2...). Sơ đồ mô hình phân lớp như sau:

Sơ đồ kết nối đầu cuối dịch vụ IPTV: 

## Các yếu tố ảnh hưởng dịch vụ
Các yếu tố ảnh hưởng đến chất lượng dịch vụ Triple Play bao gồm:
- Nghẽn.
- Suy hao quá mức.
- Nhiễu.
- Lỗi trở kháng.
Các yếu tố này gây nên chất lượng hình ảnh kém, mất tín hiệu khi chuyển kênh, mất hình... (đối với dịch vụ Video); hoặc rớt cuộc gọi, cuộc gọi dứt đoạn, tiếng vọng... (đối với dịch vụ VoIP); hoặc không thể truy cập Internet, truy cập Internet tốc độ chậm (đối với dịch vụ dữ liệu băng rộng).